# Parafia Miłosierdzia Bożego w Skępem
Parafia pw. Miłosierdzia Bożego w Skępem – parafia rzymskokatolicka należąca do dekanatu tłuchowskiego, diecezji płockiej, metropolii warszawskiej. Dekretem z dn. 19 lipca 1996 r. biskup płocki Zygmunt Kamiński erygował parafię pw. Miłosierdzia Bożego w Skępem; dekret wszedł w życie dn. 1 sierpnia 1996 r. Siedziba parafii znajduje się w Skępem. 

## Miejsca święte

### Kościół parafialny pw. Miłosierdzia Bożego w Skępem
W latach 1995-1996 staraniem jej pierwszego proboszcza ks. Henryka  Szwajkowskiego i parafian wybudowano tymczasową, drewnianą kaplicę, którą poświęcił biskup płocki Zygmunt Kamiński dn. 19 kwietnia 1998 r.
Budowę nowego, murowanego kościoła rozpoczęto 5 października 2005 r. w 100. rocznicę urodzin św. Faustyny Kowalskiej. Kamień węgielny został pobłogosławiony przez św. Jana Pawła II w Krakowie dn. 18 sierpnia 2002 r., wmurował go biskup płocki Piotr Libera 25 grudnia 2007 r.
Kościół parafii pw. Miłosierdzia Bożego w Skępem został zaprojektowany przez ciechanowskiego architekta Jacka Jaśkowca na planie krzyża łacińskiego jako trójnawowa świątynia z transeptem. Wykonawcą robót jest firma Budexpol z Sierpca kierowana przez Jerzego Babeckiego. Instalację elektryczną wykonał Zbigniew Gawałko. Wewnątrz świątynia ma 18 m wysokości, krzyż wieńczący wieżę wzniesie się na wysokość 26 m. Powierzchnia użytkowa kościoła wynosi ok. 600 m{\displaystyle ^{2}}.
Pierwsze Misje Parafialne odbyły się 10-17 grudnia 2006r., przeprowadził je franciszkanin o. Cherubin Żyłka.
W drugi dzień Świąt Wielkanocnych 25 kwietnia 2011 r. biskup płocki Piotr Libera dokonał wmurowania Aktu Erekcyjnego oraz poświęcił świątynię w Parafii Miłosierdzia Bożego w Skępem.

### Kaplica pw. bł. Władysława z Gielniowa w Łąkiem
Na terenie parafii pw. Miłosierdzia Bożego znajdują się dwie kaplice. Pierwszy budynek we wsi Łąkie zbudowany w 1826 r. jako ewangelicki dom modlitwy. W 1926 r. został on przebudowany, aż wreszcie na jego miejscu wzniesiono murowaną świątynię, która w 1965 r. przeszła w ręce katolików. Konsekrowano ją pw. bł. Władysława z Gielniowa jako kościół filialny dla parafii skępskiej.

## Duszpasterze

### Proboszczowie
- ks. Henryk Szwajkowski (1996–2000)
- ks. Piotr Brzezik (2000–2011)
- ks. Cezary Maruszewski (2011–2016)
- ks. Roman Murawski (od 2016)

### Wikariusze
- ks. Sławomir Wiśniewski (1996-2000)
- ks. Paweł Biedrzycki (2000-2004)
- ks. Jacek Marciniak (2004-2007)
- ks. Michał Podgórski (2007-2009)
- ks. Grzegorz Marzec (2009-2012)
- ks. Dariusz Sielczak (2012-2015)
- ks. Marek Dyga (2015-2016)
- ks. Piotr Smoliński (2016-2017)
- ks. Jarosław Jakubowski (2017-2020)
- ks. Jarosław Szumański (2020-2022)
- ks. Wojciech Czajkowski (2022-2024)